# Franz Carl Achard
Franz Carl Achard (Berlijn, 28 april 1753 – Wohlau-Cunern, 20 april 1821) was een Duitse (Pruisische) wetenschapper, chemicus, natuurkundige en bioloog. Zijn meest belangrijke uitvinding was de productie van suiker uit suikerbieten.

## Jeugdjaren
Achard is geboren in Berlijn, als zoon van predikant Max Guillaume Achard en Marguerite Elisabeth (Rouppert). Guillaume Achard stamde uit een familie van hoog aanzien en financieel gegoede hugenoten. Zijn voorvaderen waren afkomstig uit de Dauphiné in het zuidoosten van Frankrijk en waren gevlucht naar Zwitserland nadat in 1685 het Edict van Nantes werd herroepen. In 1743 ging Achard Sr., na zijn theologiestudie in Genève, naar Berlijn waar hij een aanstelling kreeg bij de Werderse Kerk van de Franse Gemeenschap aldaar. Veel leden van de Achard-familie bekleedden hoogstaande posities als juristen, theologen en bankiers en waren tevens lid van de Akademie der Wissenschaften van de Franse Kolonie in Berlijn. Guillaume Achard overleed in 1755, slechts twee jaar na de geboorte van zijn zoon. Zijn weduwe Marguerite hertrouwde in 1759 met de gobelinproducent Charles Vigne.
Franz Carl Achard studeerde voor korte tijd natuurkunde en scheikunde in Berlijn, maar zijn meeste kennis als natuurwetenschapper zou hij vooral als autodidact hebben opgedaan toen hij op 19-jarige leeftijd begon te werken. Zijn interesse in de suikerfabricage kreeg hij van zijn stiefvader. Op 20-jarige leeftijd werd Achard lid van de "Gesellschaft Naturforschender Freunde" in Berlijn en ontmoette Andreas Sigismund Marggraf, de toenmalige directeur van de afdeling natuurkunde aan de "Königliche Akademie der Wissenschaften" en ontdekker van suiker in de suikerbiet. Achards studies omvatten veel onderwerpen zoals meteorologie, verdamping, koeling, elektriciteit, telegrafie, dichtheid, bliksemafleiding en hij publiceerde in het Duits en Engels.
In 1775 stuurde Achard voorbeelden van zijn wetenschappelijke onderzoeken aan koning Frederik II van Pruisen en verwierf in 1776 op zijn voorspraak een aanstelling als medewerker aan de Koninklijk Pruisische Academie der Wetenschappen in het Chemisch Laboratorium van Andreas Sigismund Marggraf. Zijn eerste uitkering kreeg hij echter pas na enkele jaren na een herhaaldelijk verzoek en op voorspraak van zijn collega’s.

## Privéleven
Ten tijde van zijn aanstelling, dus nog zonder inkomen, had Achard trouwplannen, echter met behoorlijke weerstand uit zijn directe omgeving. De bruid was van kleinburgerlijke afkomst, had geen vermogen, behoorde niet tot de Fransgereformeerde Kerk, was negen jaar ouder dan haar bruidegom, gescheiden en moeder van een dochter uit haar eerste huwelijk. Achards familie vatte de verbintenis op als gedoemd te mislukken. Zelfs Jean Henri Samuel Formey, de ijverige secretaris van de Academie der Wetenschappen, vermaande de jonge man aan zijn grote naam te denken en zijn familie niet te froisseren. Uiteindelijk schreef Achard een brief aan de koning om zijn ongenoegen over zijn familie kenbaar te maken. Uit de antwoorden die de koning schreef maakte Achard op dat deze het huwelijk wel goedkeurde.
Op 20 oktober 1776 trouwde hij tot verrassing van zijn familie en de Franse Kerkgemeente. Het misnoegen van de familie werd uitgedrukt in een wijziging van de testamenten ten ongunste van de jonggetrouwde.
Het huwelijk hield echter niet lang stand, in 1783 eiste zijn vrouw een scheiding. Na weigering door het gerecht van de Franse kolonie, een mislukte verzoening en vergeefse verzoeken aan de koning, werd het huwelijk uiteindelijk toch ontbonden. Het vervolg van Achards privéleven maakte de zaak nog meer gecompliceerd. Hij begon een buitenhuwelijkse relatie met zijn stiefdochter. Amper 17 jaar kreeg deze in 1787 van hem een dochter en in 1791 een zoon, een schandaal voor Achards verwanten en collega’s.
In deze tijd woonde Achard in het Berlijnse Dorotheenstadt, en vanaf 1792 op het landgoed Französisch Buchholz. Het is niet precies bekend hoelang de verhouding met zijn stiefdochter duurde. Omstreeks 1796 kreeg hij namelijk een levensverhouding met een huisbediende, met wie hij ook twee kinderen kreeg. In 1802 verliet hij Berlijn om in Cunern in het Pruisische Neder-Silezië zijn project met suikerbietenindustrie voort te zetten. Daar leefde hij met zijn vier gelegitimeerde kinderen, hoogstwaarschijnlijk zonder de beide moeders.

## Beroepsleven
Achard werkte als natuurkundige, chemicus en bioloog aan een verscheidenheid van uiteenlopende problemen. Dit was in het toenmalige wetenschappelijk bedrijf niet ongewoon, ook de Academie der Wetenschappen was nog multidisciplinair gestructureerd. Achard werd in 1782 de opvolger van Marggrafs als afdelingsleider. Zijn veelzijdigheid en werkzaamheid gingen tot ver boven het gemiddelde. Ook zijn aanhoudende financiële problemen noopten hem om veel geld te verdienen. Hij maakte veel schulden om zijn experimenten en zijn persoonlijke beslommeringen te bekostigen en zijn toch wel behoorlijke inkomen moest hij verpanden, op zijn familie hoefde hij niet meer te rekenen.
De ontwikkeling van elektriciteit was in zijn tijd een hot item. Achard herhaalde de experimenten van Luigi Galvanis en voerde zelf bedachte proeven uit, waaronder vergeefse pogingen om door stroomstoten doofheid te genezen en hij berichtte de koning hierover, die nogal enthousiast reageerde. Hij onderzocht ook diverse soorten gassen, ontwikkelde zuurstofapparaten om luchtkwaliteit in ziekenhuizen te verbeteren en onderzocht en beproefde metalen en mineralen en publiceerde gegevens hierover in tabellen. Als eerste lukte het hem om platina te smelten.
Op wens van de koning werkte hij in de jaren 1780 aan een methode om inheemse planten te testen op bruikbaarheid voor het verven van textiel en op deze manier de kosten voor de invoer van dure verfstoffen uit het buitenland terug te dringen. Hij bracht Berlijnse ververs persoonlijk op de hoogte van zijn bevindingen en hield voordrachten om hen met zijn vernieuwingen en de kneepjes van het vak vertrouwd te maken.
Achard deed ook kweekproeven met Engelse en Franse grassoorten, waarmee de voedselvoorziening van vee verbeterd moest worden. Verder deed hij, ook op verzoek van de koning, op een proefveld in Lichtenberg bij Berlijn, onderzoek naar de mogelijkheden om vreemde tabakssoorten in Pruisen inheems te maken of om inheemse soorten te veredelen. Concrete resultaten van al deze proeven zijn niet bekend, de koning moet echter tevreden zijn geweest, aangezien hij Achard een pensioen van jaarlijks 500 taler toekende – voor zijn verdiensten en verbeteringen van de inlandse tabakscultuur, zoals hij schreef.
In 1795 construeerde Achard een vervoerbare veldtelegraaf en testte deze tussen Spandau en Berlijn. Een jaar eerder was tussen Parijs en Rijsel de eerste optische telegraaflijn ingericht, die een systeem gebruikte van mechanische signaalelementen met beweeglijke armen. Achard stelde nu voor om berichten met behulp van geometrische figuren door te geven. Hij vertaalde 2375 woorden en zegswijzen in bepaalde tekens en voerde deze in de Duits-Franse telegraaflexicon in. Veel succes had hij niet, in Pruisen bleef de traditionele koerier in functie omdat deze ook 's nachts en bij slecht weer inzetbaar was en resultaat opleverde.
Achard liet bliksemafleiders installeren op diverse privéhuizen in Berlijn en tevens op de Duitse en Franse dom. Hij hoorde van de gelukte pogingen van de gebroeders Montgolfier met heteluchtballonnen en liet slechts enkele maanden hierna meerdere malen gas- en luchtgevulde ballonnen op in de Berlijnse lucht. Zijn publiek, dat vooraf om een bijdrage werd gevraagd, toonde zich zeer enthousiast. Sommige ballonnen landden buiten het gezichtsbereik, andere sprongen al bij het opstijgen uit elkaar.
Alles overziende, was Achard, de man die men in de Academie de organisatorische en administratieve taken toevertrouwde en die vaak met volle overgave werkte aan zijn proeven en uitvindingen. Hij was een erkend, zelfs beroemd man, lid van talrijke wetenschappelijke genootschappen in binnen- en buitenland.

## De suikerproductie
Bij al zijn werkzaamheden was Franz Carl Achard meer experimenteel en organisatorisch bezig en niet zo zeer als theoreticus. Zo was het logisch dat hij door zijn bijdragen zijn plaats in de geschiedenis, door de ontwikkeling van nieuwe technologieën en de beproeving hiervan in de industriële praktijk, waar maakte. In 1747 had zijn leraar Marggraf als eerste het suikergehalte van de beetwortel bewezen en zijn ontdekking in een voordracht aan de Academie kenbaar gemaakt, echter zonder dat dit tot een vervolg leidde. Zeer waarschijnlijk waren deze onderzoeksgegevens bij Achard bekend. In 1782 nam hij dit thema op en kocht hij het kleingoed Kaulsdorf ten zuidoosten van Berlijn. Daar begon hij met zijn pogingen om suiker uit Europese planten te winnen. Hij verbouwde veel verschillende planten, onderzocht deze op hun geschiktheid en liet zijn keuze vallen op de beetwortel en deze voor verdere teelt te optimaliseren.
Na een gedwongen rustpose van enkele jaren -Kaulsdorf was in 1786 door brand verwoest- zette Achard zijn pogingen in 1792 voort, maar nu op zijn hoeve in het Franse Buchholz in de buurt van Berlijn. Op 11 januari 1799 deelde hij de koning mede dat hij er nu zeker van was dat hij suiker uit bieten kon winnen en verzocht hem een grotere lening te verstrekken. Kennelijk onderkenden Frederik Willem III en zijn raadsheren de potentie van het project en stelden slechts vier dagen later de aanzienlijke som van 50 000 taler ter beschikking. Achard verwierf daarna het goed Cucern (Konary), dicht bij de Oder aan de huidige grens met Polen, van Graaf Maximilian von Pückler. Hier bereidde hij de productie voor en in 1801 werd 250 ton bieten geoogst en in het jaar dat volgde in nieuwe technische installaties, ontwikkeld door Achard, tot suiker verwerkt.
In het jaar 1806, tijdens de onrustige tijd van de napoleontische oorlogen, viel de fabriek en enige gebouwen van het landgoed ten offer aan een grote brand. Achard was geruïneerd en moest zich diep in de schulden steken. Pas in 1810 kwam de koning zijn verplichtingen na en werd de productie-installatie in kleine omvang weer opgebouwd en diende van 1812 tot 1815 als onderwijsinrichting voor de teelt van suikerbieten, waarin ook buitenlandse leerlingen onderricht werden. De gezondheid van Achard was ondertussen sterk verminderd, zijn laatste levensjaren bracht hij in schrijnende omstandigheden door. Hij stierf op 20 april 1821, verarmd en haast vergeten. Geen enkele nagedachtenis herinnerde aan zijn leven en zijn verdiensten.

## Verdere ontwikkelingen en toepassingen
Spoedig ontwikkelde de suikerfabricage zich alom, gebaseerd op hetgeen Achard had bedacht en gepraktiseerd, tot een bloeiende en hoogefficiënte industrie. Het proces was een gangmaker voor diverse andere productieprocessen die tot ontwikkeling kwamen in de 19e-eeuws, de eeuw van de beginnende mechanisatie. Extractie, filtratie, verdamping en kristallisatie, centrifugetechniek, droging en andere processen konden ook in andere takken van industrie worden toegepast.
- Bibsys: 5072278
- Bibliothèque nationale de France: cb145086721 (data)
- Gemeinsame Normdatei: 118643622
- International Standard Name Identifier: 0000 0001 0865 9246
- Library of Congress Control Number: n88606535
- Nationale Bibliotheek van Tsjechië: ola2002142324
- Nationale Bibliotheek van Israël: 987007278102605171
- Nationale Bibliotheek van Polen: a0000001979130
- Nederlandse Thesaurus van Auteursnamen: 072343591
- LIBRIS: 365081
- SNAC: w6sb7sk6
- Système universitaire de documentation: 083652167
- Virtual International Authority File: 5724344
- WorldCat: E39PBJv4jCgPB9P4JWfVdkhbVC